# Порохова (село)
Порохова (укр. Порохова) — село в Бучачской городской общине Чортковского района Тернопольской области Украини.
До 2020 года входило в Бучачский район.
Код КОАТУУ — 6121285501. Население по переписи 2001 года составляло 1167 человек.

## Географическое положение

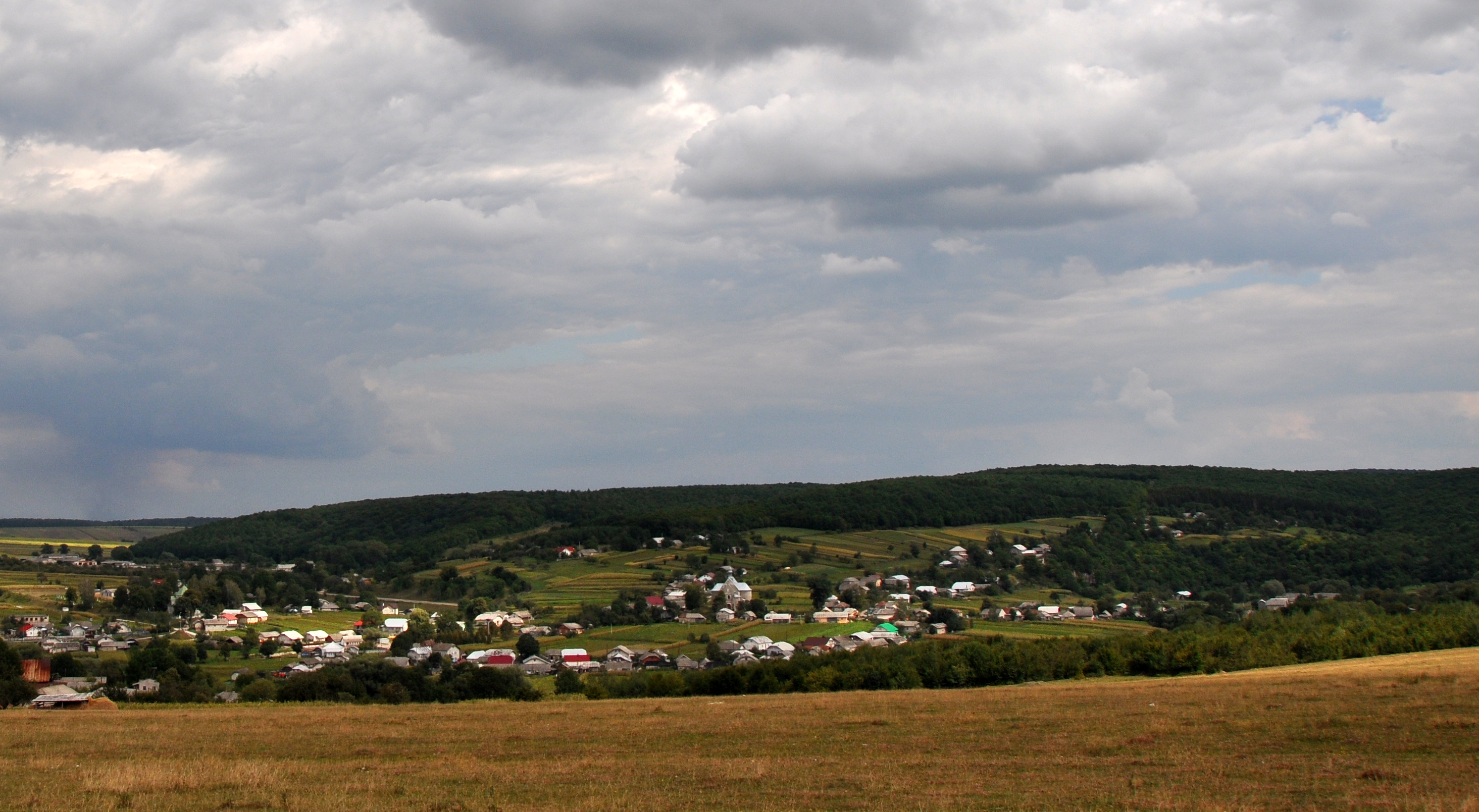
Вид на село

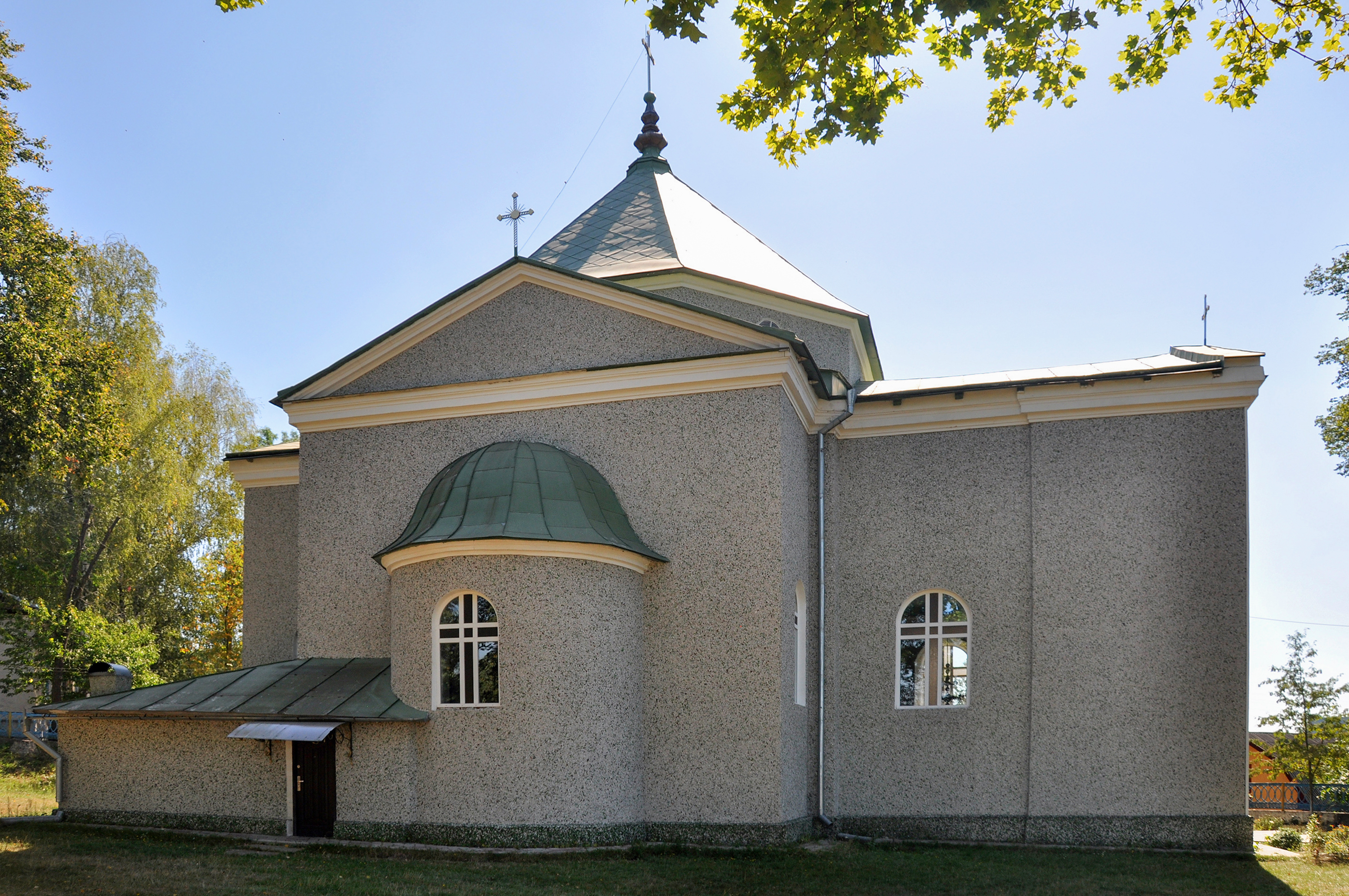
Церковь Покрова Пресвятой Богородицы

Село Порохова находится на берегу реки Барыш, выше по течению на расстоянии в 1,5 км расположено село Зубрец, ниже по течению на расстоянии в 1,5 км расположены сёла Млинки и Стенка.

## История
- 1770 год — дата основания.

## Объекты социальной сферы
- Школа.
- Детский сад.
- Клуб.
- Фельдшерско-акушерский пункт.